# La vida de Budori Gusko
La vida de Budori Gusko, es una recopilación de cinco relatos del género fantástico de Kenji Miyazawa. El primer relato que da nombre al libro fue adaptado al cine en el 2012 por Gisaburō Sugii en una película anime en la que los personajes son gatos antropomorfos.
Esta compilación fue publicada en español por Satori Ediciones bajo su colección de Satori Ficción y que reúne los relatos La vida de Budori Gusko, La estrella Chotocabras, Las bellotas y el gato montés, Obbel y el elefante, e Historias de un espíritu.